# Krasnoricenske
Krasnoricenske (în ucraineană Красноріченське) este o așezare de tip urban din raionul Kreminna, regiunea Luhansk, Ucraina. În afara localității principale, mai cuprinde și satele Ploșceanka și Zalîman.

## Demografie
Componența lingvistică a așezării de tip urban Krasnoricenske
     Ucraineană (93,05%)
     Rusă (6,78%)
     Alte limbi (0,08%)
Conform recensământului din 2001, majoritatea populației așezării de tip urban Krasnoricenske era vorbitoare de ucraineană (93,05%), existând în minoritate și vorbitori de rusă (6,78%).